# Theater Aan Zee
Theater Aan Zee, kurz TAZ, ist ein mehrtägiges Theater- und Musikfestival in der belgischen Stadt Ostende. Die 1997 gegründete Veranstaltung findet jährlich zwischen Ende Juli und Anfang August statt.

## Geschichte
Auf Vorschlag der Stadt Ostende und des damaligen Dozenten am RITCS (Royal Institute for Theatre, Cinema and Sound) Marc Lybaert wurde 1997 das sommerliche Theaterfestival Theater Aan Ze ins Leben gerufen. In den ersten Jahren lag der Schwerpunkt vor allem auf jungen Talenten und Straßentheater. Von Anfang an trug das Festival eigentümliche, nahezu rebellische Züge. Aber gerade das sorgte dafür, dass eine innovative Qualität gewährleistet war und das Festival allmählich wachsen konnte.
Im Laufe der Jahre kamen Wettbewerbe für junge Theater und darstellende Künste hinzu. Nachdem das Festival so stark gewachsen war, dass es nicht mehr in den Rahmen der städtischen Tourismusarbeit passte, wurde 2001 der „TarTarT vzw“ gegründet, um die Organisation des Festivals zu übernehmen.
Ab dem Jahr 2005 wurde das Festival unter die Expertise eines sogenannten „zentralen Gast“, sprich eines Kurators, gestellt. Im Folgejahr wurden bereits zwei „zentrale Gäste“ angekündigt, einer für Theater und einer für Musik. Im Jahr 2023 wurde das stets wechselnde Kuratorium aufgegeben und durch einen künstlerischen Beirat ersetzt. Das Theater Aan Ze ist jedoch nicht nur ein Sommerfestival, sondern mit der Tournee „groeten uit Oostende“ erhalten die Preisträger die Möglichkeit, ganzjährig an verschiedenen Orten in Flandern aufzutreten.
2014 gewann das Festival den Vlaamse Cultuurprijs voor Podiumkunsten 2013–2014.
2020 fand aufgrund der Coronaepidemie das Festival Theater Aan Zee nicht statt; man fand jedoch zusammen mit anderen Kulturvereinen (u. a. Kunstmuseum aan Zee), eine Lösung, einige Vorstellungen an ausgewählten Orten über einen Zeitraum von sechs Wochen, jeweils am Wochenende, unter dem Namen „ZOMER IN O.“ dennoch stattfinden zu lassen.

## Sonstiges
Das Festival erstreckt sich über 11 Tage und findet bei über 500 Vorstellungen an über 30 Orten in Ostende statt. Es werden ca. 100.000 Besucher erwartet, wobei 55.000 kostenpflichtige Platzkarten zum Verkauf bereitgestellt werden.
Während der Veranstaltung wird eine tägliche Festivalzeitung mit dem Namen „TAZette“ herausgebracht.

## Kuratoren

### Kuratoren Theater
- 2023: Aufgabe des bisherigen Kuratorenkonzepts und Ersatz durch einen künstlerischen Beirat[6]
- 2022: (eine große Auswahl bisheriger Kuratoren zum 25. jährigen Jubiläum)[7]
- 2021: Caroline Pauwels
- 2020: zusammengestellt durch Mats Van Herreweghe und Leontien Allemeersch
- 2019: Lucas De Man und Stichting Nieuwe Helden
- 2018: Barbara Raes
- 2017: Dirk Pauwels
- 2016: (eine große Auswahl bisheriger Kuratoren zum 20. jährigen Jubiläum)[8]
- 2015: Theater Zuidpool
- 2014: Ontroerend Goed
- 2013: De Roovers
- 2012: Braakland/ZheBilding
- 2011: Josse De Pauw
- 2010: Michael De Cock
- 2009: Jan Goossens
- 2008: Arne Sierens
- 2007: Wim Opbrouck
- 2006: Marijke Pinoy
- 2005: Peter Van den Eede
- 2004: Maaike Cafmeyer

### Kuratoren Musik
- 2010: Brussels Jazz Orchestra
- 2009: Arno
- 2008: Gabriel Ríos
- 2007: Stijn Meuris
- 2006: Stef Kamil Carlens

## Laureaten

### Laureaten Jong Theater
- 2023
- 2022
- 2021
- 2020
  - ausgefallen
- 2019
  - Anna Luka da Silva – The Journey
- 2018
  - Khadija El Kharraz Alami – Nu ben ik Medea
- 2017
  - Michiel Deprez – Piste
- 2016
  - Moore Bacon! van Kobe Chielens und Bosse Provoost
- 2015
  - Aneckxander van Alexander Vantournhout/Bauke Lievens
- 2014
  - Naomi Velissariou/Frascati Productions  – A tragedy (simplified)
- 2013
  - Lisa Verbelen, Judith de Jode, Benjamin Moen und Sanne Vanderbrugge – BOG
- 2009
  - FC Bergman – De Thuiskomst
  - Arend Pinoy – Taling About Kevin
- 2008
  - Jeroen Vander Ven – Leuchter (2008)
  - Zie!duif – Stockholm (2007)
- 2007
  - De Bühnehasen – De drie Zusters (2007)
  - Lucas De Man – Cassius (2007)
- 2006
  - Liesa Naert – 4.48 Psychosis (2006) – Maatjes (2007)
  - Steffie Van Cauter – Ich bin Alleine (2006) – Die Fliege Fliegt und Stürtz Verrückt (2007)
  - Simon Allemeersch – Marre de boire (2006) – De Bokser en de dood (2007)
- 2005
  - Ramona Verkerk – Warmhouwe (2005) – IchbineinStar (2006)
  - Leen Roels – Le pays promis (2005) – Allez George (2006)
- 2004
  - Miet Warlop – Huilend hert, aangeschoten wild (2004) – Sportband, afgetrainde klanken (2005)
  - Geen Familie – Geen Familie (2004) – Goed slapen is belangrijk (2005)
  - Maarten Westra Hoekzema – Soms schrik ik van mezelf (2004)
- 2003
  - Laura Van Dolron – In the prime of their lives (2003) – Existential Makeover (2005)
  - Lizzy Timmers – Jamila Héé (2003) – Sjaak en Sjaak (2004)
  - Ontroerend Goed – De Porror Trilogie (2003) – The smile of your face (2004) – Exsimplicity (2004)
- 2002
  - Marijs Boulogne – Endless Medication (2002) – Hotel Zero Control (2003)
  - Joost Vandecasteele – Sparta 2010 (2002) – Super Séance (2003)
  - De Warme Winkel – JaJa Ajah (2002) – Ajah (Als je alles hebt) (2003) – Afgehaakt/afgehakt (2003)
- 2001
  - Joris Vandenbrande – Accident 2001 (2001) – George Total (2004)
  - Jetse Baetelaan – Echte vrouwen joggen in joggingspak (2001) – Boswachten (2003)
  - Ivan Vrambout – Survival of the fittest (2001) – Vive l’Afrique (2002)
- 2000
  - David Geysen und die Gesellschaft ‘Weg naar Vismijn’ – De Kleine Johannes (2000) – De vrouw van de zee (2001)
  - Hilde De Baerdemaeker und Jetse Van Belle – Wiskiewijf (2000) – De Panda (Fernsehformat) (2002)
  - Bruno Vanden Broecke und Natali Broods – Kleine Bezetting (2000)
  - Kristien de Proost und Karolien De Beck – De Uitdoofster (2000)
- 1999
  - Nico Sturm
  - De Queeste – Het vermoeden (1999)
  - Veva De Blauwe und Sarah Vertongen – Truth or dare (1999)
- 1998
  - Bronstig Veulen
  - Geert Van Rampelberg – Mooi weer, windstil, wachten (1998) – Ongewoon gewoon (1999)

### Laureaten Jong Muziek
- 2023
- 2022
- 2021
- 2020
  - ausgefallen
- 2019
  - Jacobin
- 2018
  - Vito
- 2017
  - In Een Discotheek
- 2016
  - Blow
- 2015
  - One Bird Orchestra
- 2014
  - How Town
- 2013
  - Contra Contra
- 2009
  - Blackie & The Oohoos
- 2008
  - Nele Needs A Holiday
- 2007
  - Lorkest – Andy en Karolien
  - Jonas Leemans – Wat wij denken
- 2006
  - Aidi
  - N.O.M. (Motivationspreis)
  - MJ Sandoval (Motivationspreis)
  - Rianto Del Rue (Motivationspreis)
- 2005
  - Wannes Cappelle und Het Zesde Metaal
  - Lora Zenn
- 2004
  - Roy Aernouts und Noppes
  - Mira Bertels – Klein Gevaarlijk Afval
  - Marie Koop – Femme Fractal
- 2003
  - Mira Bertels – Quality time (lobende Erwähnung)